# Синявское сельское поселение (Ростовская область)

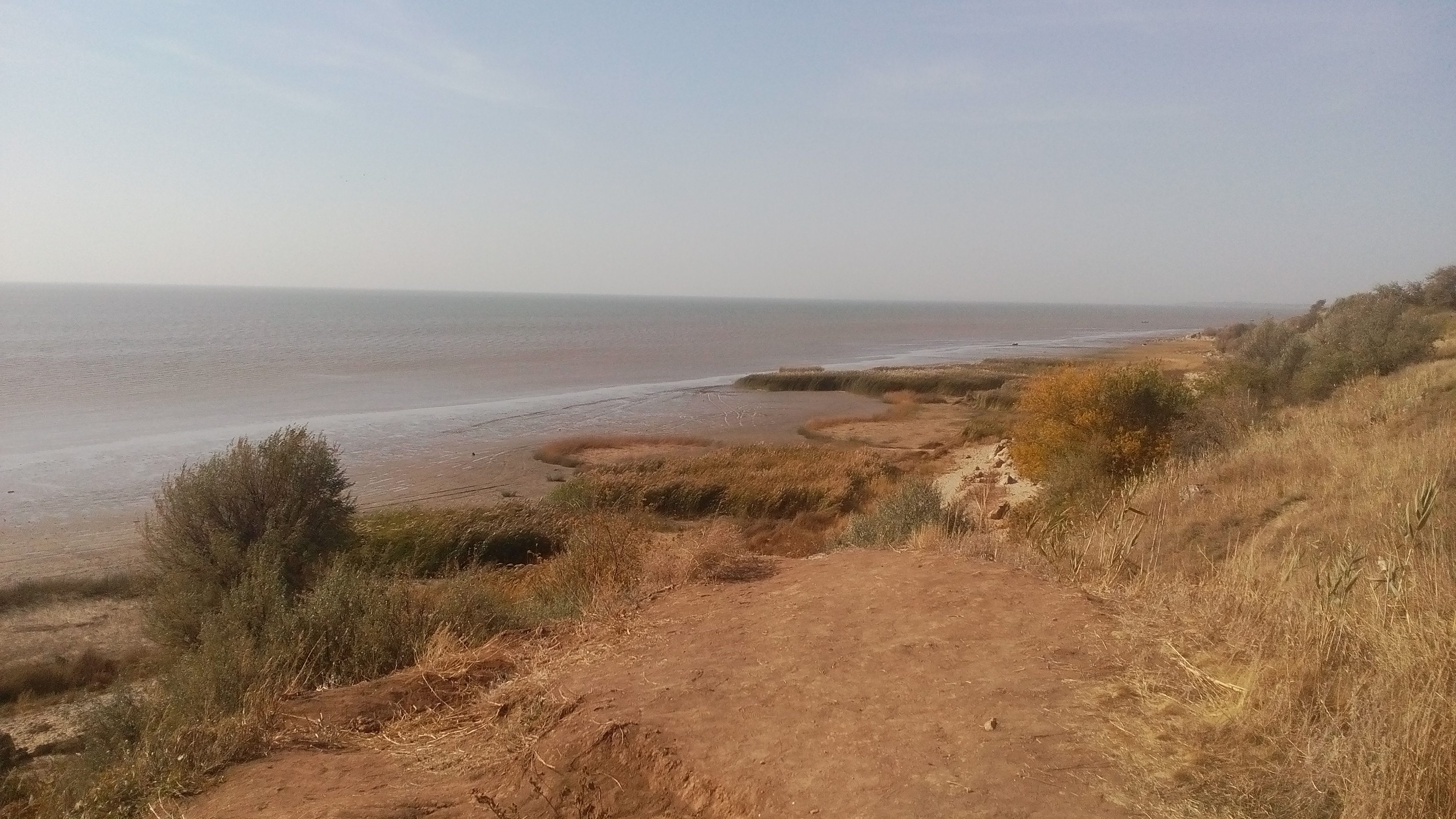
Таганрогский залив на территории поселения

Синя́вское сельское поселение — муниципальное образование в Неклиновском районе Ростовской области.
Административный центр поселения — село Синявское.

## История
Названо в честь русского адмирала А. Н. Сенявина
В 1770 году небольшой населённый пункт, именовавшийся тогда Слобода Милькова, был заселён вице-адмиралом Синявиным Алексеем Наумовичем.
Первый храм (деревянный) в с. Синявское был заложен 30 сентября 1793 года. Строительство было завершено менее чем за полгода, и 28 января 1794 года храм был освящён во имя Трёх Святителей.

## Административное устройство
В состав Синявского сельского поселения входит:
- село Синявское;
- хутор Водино;
- хутор Мержаново;
- хутор Морской Чулек;
- хутор Пятихатки;
- хутор Халыбо-Адабашев.

## Население
| 2010  | 2012  | 2013  | 2014  | 2015  | 2016  | 2017  |
| ----- | ----- | ----- | ----- | ----- | ----- | ----- |
| 5953  | ↗5980 | ↗6066 | ↗6123 | ↗6191 | ↗6269 | ↗6327 |
| 2018  | 2019  | 2020  | 2021  |       |       |       |
| ↗6360 | ↗6367 | ↗6369 | ↘6350 |       |       |       |